# Гуляев, Николай Яковлевич
Николай Яковлевич Гуляев (27 июля 1904 — 21 июня 1981) — советский промышленный и государственный деятель.

## Биография
Родился в 1904 году селе Ново-Дубово Симбирской губернии (ныне — Ардатовский район республики Мордовия).
С 12 лет работал учеником слесаря, затем — слесарем паровозных мастерских Пермской железной дороги. В 1925 году окончил Нижнетагильский горно-металлургический техникум, придя после него в металлургию. Был техником по строительству доменной печи, мастером, помощником, заместителем, а затем начальником доменного цеха Кушвинского завода. Член ВКП(б)/КПСС с 1930 года.
В 1931 году Гуляев окончил Уральский индустриальный институт по специальности чугуноплавильное производство и через пять лет был назначен директором Теплогорского, затем Чусовского завода (с 1938 года). С 1943 года работал заместителем главного инженера и потом директором Нижнетагильского металлургического комбината. В чёрной металлургии работал и во время Великой Отечественной войны.
Занимался также общественной деятельностью — с 1957 по 1959 годы был председателем исполкома Нижнетагильского городского Совета депутатов трудящихся. Неоднократно избирался членом Свердловского областного и Нижнетагильского городского комитетов партии, депутатом областного и городского Советов депутатов трудящихся.
Находясь на пенсии, участвовал в жизни партийной организации металлургического комбината и Тагилстроевского района.
Умер 21 июня 1981 года. Похоронен на Центральном кладбище Нижнего Тагила.

## Награды
- Н. Я. Гуляев — один из немногих советских граждан, четыре раза награждённых орденом Трудового Красного Знамени.
- Также был награждён орденами Ленина и Отечественной войны II степени, медалями (среди которых «За доблестный труд в Великой Отечественной войне 1941—1945 гг.») и знаками «Отличник социалистического соревнования черной металлургии СССР».
- Решением Нижнетагильского городского Совета депутатов трудящихся от 23 декабря 1975 года ему присвоено звание «Почетный гражданин города»[2].